# Margaret Tyler
Margaret Tyler (c. 1540 - c. 1590 ) fue la primera inglesa en traducir un libro de caballerías español y la primera mujer en publicar un libro de caballerías en Inglaterra. También publicó una defensa de la seriedad e importancia de la escritura de las mujeres y propuso que tanto los hombres como las mujeres deberían ser tratados como seres racionales, argumentando que "tan válido es que una mujer escriba una historia como que un hombre escriba su historia para una mujer".
En 1578, la publicación de Espejo de príncipes y caballeros, traducción de Margaret Tyler del libro de caballerías español de Diego Ortúñez de Calahorra, se recibió de forma crítica, ya que su tema masculino y secular se consideró inadecuado para una mujer. Otras mujeres habían traducido literatura religiosa antes, ya que esto coincidía con la idea de que la educación femenina debería promover la piedad. Los tratados y manuales sobre educación hicieron hincapié en el peligro de permitir que las estudiantes entusiastas leyeran cuentos extranjeros de amor. Tyler protestó en su "carta al lector" contra las restricciones impuestas a los esfuerzos literarios de las mujeres.

## Biografía
La biografía de Tyler sigue siendo objeto de especulación, incluso la identificación, de su clase social y tendencias religiosas, es difícil y controvertida. Las únicas certezas sobre su vida se describen en la carta dedicatoria que escribió a Lord Thomas Howard en su traducción de la primera parte de Espejo de Príncipes y Cavalleros. En esta dedicatoria, Tyler explica que ella era una sirvienta de la aristocrática familia Howard y se describe a sí misma como "de mediana edad". Basándose en estos dos hechos, algunos eruditos la han identificado como la esposa de otro sirviente, John Tyler, que era el responsable de los registros de inquilinos y de las tierras del duque. Las referencias a "la esposa de Tyler" en una carta contemporánea, indican que ella pudo haber servido en la familia Howard durante la década de 1560 y en Woodhouse and Bacons en la década de 1570. Un testamento escrito por Margaret Tyler en 1595 en Castle Camps , una ciudad cerca de Cambridge , indica que pudo haber tenido un hijo, Robert Tyler, y una hija apellidada Ross.
Algunos académicos, sobre todo Maria Ferguson y Louise Schleiner, creen que Tyler era católica ya que sirvió en la familia católica Howard. También pudo haber nacido en España y haber viajado a Inglaterra con el séquito de Álvaro de la Quadra, el embajador de Felipe II. Ferguson, sin embargo, conjetura que Tyler pudo haber sido un seudónimo para Margaret Tyrell, quien estaba relacionada por matrimonio con los Howards.
Se desconoce cómo Tyler aprendió el español. El conocimiento de la lengua española era valioso para los comerciantes ingleses en ese momento debido a la importancia de la economía de España. Durante esa época, las hijas de los comerciantes o los funcionarios de los diplomáticos que viajaban pudieron haber aprendido el idioma.

## Obras notables

### Espejo de Príncipes y Cavalleros
La publicación en 1578 de Espejo de Príncipes y Cavalleros, la traducción de Margaret Tyler de la novela española de Diego Ortúñez de Calahorra, fue una entrada dramática en el ámbito literario. A lo largo de este libro de caballerías, la traducción de Tyler sigue de cerca el original y hace solo algunos pequeños cambios como dividir las oraciones largas en otras más cortas. Tyler prefiere la claridad para preservar la elegancia y el flujo del original, y a veces agrega algunas palabras y/o cambia el título de un capítulo. Por ejemplo, el encabezado del capítulo 29 de Tyler enfatiza el travestismo del héroe, mientras que el de Ortúñez no lo hace. Tyler también incluye una oración en el capítulo 15 que no se encuentra en la versión de Ortúñez.

Un ejemplo de las similitudes y las diferencias entre el trabajo de Ortúñez y Tyler puede verse en las vistas a continuación. Las versiones en español e inglés son similares. En la oración inicial de la obra, el orden de las palabras y el vocabulario en la traducción están bastante cerca del original y solo se observa una pequeña diferencia. 
Después quel grande emperador Constantino pobló la gran ciudad de Constantinopla de los nobles ciudadanos romanos, reedificando los antiquos edificios fundados por Pausania, rey de los partos, entre todos los emperadores que después dél sucedieron en el imperio griego ninguno paresce que tanto se haya levantado, ni su nombre hiziesse bronceado famoso, como el grande y muy nombrado emperador Trebacio, cuyos hechos y las inmortales hazañas de los cavalleros de su tiempo quiero aquí contar, según que Artimidoro el griego en los grandes volúmines de sus corónicas lo dexó escripto, el qual dize ansí.5 [Página de Fin 299]
After that the greate Emperour Constantine had peopled the Citie of Constantinople, with the race of the noble Citizens of Rome, and had reedified the auncient buildings founded by Pansanias king of the Parthes. Among all the Emperours which succeeded in that Empire of Greece, none seemed to have raysed his own name, or to have made it so famous, as the great and mightie Emperour Trebatio. Whose worthy deedes with the valiant actes of the knights of his time, I will report here, according as Artimidoro the Grecian hath left them written in the great volumes of his Cronicle.
 La traducción de Tyler fue muy exitosa, tanto que la segunda parte de Espejo de Príncipes y Cavalleros se encargó pronto, aunque esta fue traducida por el poeta galés Robert Parry. Tina Krontiris considera que esto es probablemente porque Tyler era para entonces "demasiado mayor para otra laboriosa tarea de traducción". La serie completa, de los originales en español, se publicó finalmente en ocho volúmenes.

#### Dedicatoria a Thomas Howard
En la carta dedicatoria a Thomas Howard, Tyler explica y justifica sus acciones, declarando, "la honestidad de mis amigos me convenció de que era conveniente exponer mi talento para el aumento, o de poner mi vela en un candelabro, y la consideración de mi insuficiencia me llevó a pensar que, por mi tranquilidad, era mejor dejarlo o enterrar mi talento ... o más bien, limpiar mi vela, que debiera descarriar todos los rincones de mi casa, pero la opinión del juicio de mis amigos prevaleció sobre mi propia razón. " Ella afirma, en resumen, que asumió este trabajo para hacer felices a sus amigos. Agrega que de ninguna manera pretendía que su trabajo pareciera desagradecido con la familia Howard: "Bajo su honorable protección, temeré menos el asalto de los envidiosos y de la buena aceptación de su honor". Desde que sirvió a la familia de Thomas Howard, sintió la necesidad de testificar ante él, ya que sus padres ya habían fallecido. Siguiendo el estilo tradicional de tales dedicatorias, Tyler quiso asegurarse de que se la viera agradecida y leal a la familia Howard: "Apoyé a sus padres mientras vivieron, luego fui la sirvienta de estos, y ahora me debo a su descendencia después de su fallecimiento, por sus deméritos ".

#### Al lector
El prólogo de Tyler justifica su actividad como traductora. Krontiris sugiere que las traductoras tenían un estilo más literal que los traductores, para enfatizar su sumisión. Tyler sigue esta convención, diciendo que "la inventiva, la disposición y la ornamentación de esta historia pertenece completamente a otro autor, mi parte no es otra que la traducción". Sin embargo, después de esta declaración de modestia, Tyler desafía tal convención al afirmar su derecho como mujer a la autoría e implícitamente admite que los hombres pueden retener el derecho al "discurso de aprendizaje", pero nunca lo admite directamente. Sin embargo, afirma con confianza que la narración de historias es área de ambos sexos, y por lo tanto es "todo uno" ya se trate de una historia contada por una mujer o por un hombre.